# 法埃托
法埃托（義大利語：Faeto），是意大利福贾省的一个市镇。总面积26.19平方公里，人口655人，人口密度25.0人/平方公里（2009年）。ISTAT代码为071023。